# Jourdein van Blaves
Jourdein van Blaves is de Middelnederlandse vertaling/bewerking van het Oudfranse chanson de geste Jourdain de Blaye(s). Deze vertaling/bewerking bleef fragmentarisch bewaard in drie veertiende-eeuwse fragmenten, waarvan er één zoek is, vrijwel zeker afkomstig uit hetzelfde handschrift, alles tezamen iets meer dan 500 versregels.
Jourdain de Blaye(s) is een vervolg op Amis et Amile, waarmee het een literair-historische en codicologische twee-eenheid vormt. Van het chanson de geste Amis et Amile is geen vertaling bewaard gebleven, wel bleef dit verhaal over de exemplarische vriendschap tussen de zoon van een graaf (Amile) en de zoon van een ridder (Amis) in een andere versie als Amijs ende Amelis bewaard in de Spiegel historiael (Partie 3, boek 3, capittels 75-83) van Jacob van Maerlant.

## Inhoud
Ondanks dat Girard de Blaves' vrouw Amengard haar leven lang onvruchtbaar was, bevalt zij als bejaarde vrouw van een zoon, die er zeer wonderlijk uitziet: zijn ene been is wit, het andere zwart, zijn ene arm is rood, de andere geel. Ook staan er op zijn schouders twee kruizen. Als hij gedoopt wordt verschijnt er een engel Gods met een brief, waarin geschreven staat dat het kind Jourdain moet heten, en dat het kind om zijn veiligheid aan graaf Renier de Vantamis en diens echtgenote Eranbourc, ouders van moet worden gegeven. In Vantamis sur Mer groeien beide jongens voorspoedig op. Als beiden vier jaar oud zijn, neemt Renier zich voor in de lente van het volgend jaar met Jourdain naar Blaves te reizen, om hem aan zijn ouders te laten zien. Maar zo ver zal het niet komen...
Hertog Formont de Bourdeaulx, een telg uit het verradersgeslacht van Haulfrons en Henry, heeft zijn verwanten verzameld om hen deelgenoot te maken van zijn snode plannen. Formont brengt in herinnering dat zijn zus Lubias gehuwd was met Amis en dat die heer van Blaves was. Het is zijn bedoeling om diens erfgenaam Girard de Blaves en hun zoon Jourdain te doden, om zich zo meester te maken van Blaves. Is dat gelukt dan zal hij met tien lastpaarden beladen met goud en zilver naar koning Charlemaigne te Paris gaan om zijn leenman van Blaves te worden. Vervolgens zal hij trachten Charlemaigne zelf en diens zoon te doden en de baronnen om te kopen, om zich vervolgens in Raims tot koning te laten kronen. Formont wil naar Blaves reizen zogenaamd om Girard hulp te vragen tegen graaf Joran de Fois. In zijn gezelschap reizen in het geniep 10.000 Bourdeloys mee. Hij zal overnachten in Girards huis en als iedereen slaapt zal hij Girard, Amengard en de kleine Jourdain doden. De volgende ochtend zal hij, als hij in zijn opzet geslaagd is, zijn vlag hijsen op de burcht van Blaves, wat een teken voor de Bourdeloys zal zijn om de stad in te nemen. Zijn gehoor is diep onder de indruk van de perfiditeit van Formonts voornemen.